# Athlétisme aux Jeux olympiques de la jeunesse de 2010
Navigation
Édition suivante
Les épreuves d'athlétisme aux jeux olympiques de la jeunesse d'été de 2010 ont eu lieu au Stade Bishan de Singapour du 17 au 19 août et du 21 au 23 août 2010. Les athlètes nés entre le 1er janvier 1993 et le 31 décembre 1994 sont éligibles pour participer.

## Compétitions
- 100 mètres
- 200 mètres
- 400 mètres
- 100 mètres haies (filles uniquement)
- 110 mètres haies (garçons uniquement)
- 400 mètres haies
- 800 mètres
- 1000 mètres
- 3000 mètres
- 2000 mètres steeple
- 5000 mètres Marche (filles seulement)
- 10 000 mètres Marche (garçons seulement)
- Relais suédois
- Lancer du disque (garçons : 1,5 kg, filles : 1 kg)
- Lancer du poids (garçons : 5 kg, filles : 4 kg)
- Lancer du marteau (garçons : 5 kg, filles : 4 kg)
- Lancer du javelot (garçons : 700 g, filles : 600 g)
- Saut à la perche
- Saut en hauteur
- Saut en longueur
- Triple saut

## Agenda des compétitions
| Date    | Jour   | Heure du départ | Détails                  |
| ------- | ------ | --------------- | ------------------------ |
| 21 août | Samedi | 09:35           | 100 m haies filles       |
| 21 août | Samedi | 10:05           | 400 m garçons            |
| 21 août | Samedi | 19:00           | 5 km marche filles       |
| 21 août | Samedi | 19:05           | Lancer du disque filles  |
| 21 août | Samedi | 19:10           | Saut en longueur filles  |
| 21 août | Samedi | 19:15           | Saut à la perche filles  |
| 21 août | Samedi | 19:35           | Saut en hauteur garçons  |
| 21 août | Samedi | 19:55           | 110 m haies garçons      |
| 21 août | Samedi | 20:15           | Lancer du disque garçons |
| 21 août | Samedi | 20:30           | 400 m filles             |
| 21 août | Samedi | 20:50           | 100 m filles             |
| 21 août | Samedi | 21:10           | 100 m garçons            |

| Date    | Jour     | Heure du départ | Détails                   |
| ------- | -------- | --------------- | ------------------------- |
| 22 août | Dimanche | 10:00           | Saut en longueur garçons  |
| 22 août | Dimanche | 10:20           | 1 000 m garçons           |
| 22 août | Dimanche | 10:50           | 200 m filles              |
| 22 août | Dimanche | 19:00           | Lancer du javelot garçons |
| 22 août | Dimanche | 19:05           | 10 km marche hommes       |
| 22 août | Dimanche | 19:10           | Lancer du poids filles    |
| 22 août | Dimanche | 19:20           | Saut en hauteur filles    |
| 22 août | Dimanche | 20:05           | Lancer du javelot filles  |
| 22 août | Dimanche | 20:15           | 3 000 m filles            |
| 22 août | Dimanche | 20:30           | Lancer du poids garçons   |
| 22 août | Dimanche | 20:35           | 3 000 m garçons           |
| 22 août | Dimanche | 21:15           | 200 m garçons             |

| Date    | Jour  | Heure du départ | Détails                   |
| ------- | ----- | --------------- | ------------------------- |
| 23 août | Lundi | 09:40           | Triple saut filles        |
| 23 août | Lundi | 10:15           | 1 000 m filles            |
| 23 août | Lundi | 10:50           | 400 m Haies filles        |
| 23 août | Lundi | 19:00           | Lancer du marteau filles  |
| 23 août | Lundi | 19:05           | Saut à la perche garçons  |
| 23 août | Lundi | 19:40           | 400 m Haies garçons       |
| 23 août | Lundi | 19:45           | Triple saut garçons       |
| 23 août | Lundi | 19:55           | 2 000 m steeple filles    |
| 23 août | Lundi | 20:10           | Lancer du marteau garçons |
| 23 août | Lundi | 20:15           | 2 000 m steeple garçons   |
| 23 août | Lundi | 20:40           | Relais filles             |
| 23 août | Lundi | 21:00           | Relais garçons            |

## Médailles

### Tableau des médailles
| Rang  | Nation                 | Or | Argent | Bronze | Total |
| ----- | ---------------------- | -- | ------ | ------ | ----- |
| 1     | Kenya                  | 3  | 0      | 3      | 6     |
| 2     | Russie                 | 3  | 0      | 2      | 5     |
| 3     | Chine                  | 2  | 4      | 1      | 7     |
| 4     | Éthiopie               | 2  | 3      | 0      | 5     |
| -     | Plusieurs CNO mélangés | 2  | 2      | 2      | 6     |
| 5     | France                 | 2  | 1      | 0      | 3     |
| 5     | Cuba                   | 2  | 1      | 0      | 3     |
| 7     | Ukraine                | 2  | 0      | 5      | 7     |
| 8     | Allemagne              | 2  | 0      | 2      | 4     |
| 9     | Nigeria                | 2  | 0      | 1      | 3     |
| 9     | Suède                  | 2  | 0      | 1      | 3     |
| 11    | Australie              | 1  | 3      | 0      | 4     |
| 12    | États-Unis             | 1  | 2      | 3      | 6     |
| 13    | Afrique du Sud         | 1  | 1      | 1      | 3     |
| 14    | Italie                 | 1  | 1      | 0      | 2     |
| 14    | Brésil                 | 1  | 1      | 0      | 2     |
| 16    | Pologne                | 1  | 0      | 2      | 3     |
| 17    | République dominicaine | 1  | 0      | 1      | 2     |
| 17    | Érythrée               | 1  | 0      | 1      | 2     |
| 19    | Israël                 | 1  | 0      | 0      | 1     |
| 19    | Jamaïque               | 1  | 0      | 0      | 1     |
| 19    | Argentine              | 1  | 0      | 0      | 1     |
| 19    | Espagne                | 1  | 0      | 0      | 1     |
| 23    | Japon                  | 0  | 4      | 0      | 4     |
| 24    | Roumanie               | 0  | 2      | 0      | 2     |
| 24    | Inde                   | 0  | 2      | 0      | 2     |
| 26    | Hongrie                | 0  | 1      | 1      | 2     |
| 26    | Suisse                 | 0  | 1      | 1      | 2     |
| 28    | Qatar                  | 0  | 1      | 0      | 1     |
| 28    | Bahamas                | 0  | 1      | 0      | 1     |
| 28    | Équateur               | 0  | 1      | 0      | 1     |
| 28    | Nouvelle-Zélande       | 0  | 1      | 0      | 1     |
| 28    | Danemark               | 0  | 1      | 0      | 1     |
| 28    | Biélorussie            | 0  | 1      | 0      | 1     |
| 28    | Chypre                 | 0  | 1      | 0      | 1     |
| 35    | Royaume-Uni            | 0  | 0      | 2      | 2     |
| 36    | Bulgarie               | 0  | 0      | 1      | 1     |
| 36    | Finlande               | 0  | 0      | 1      | 1     |
| 36    | Tchéquie               | 0  | 0      | 1      | 1     |
| 36    | Lettonie               | 0  | 0      | 1      | 1     |
| 36    | Maroc                  | 0  | 0      | 1      | 1     |
| 36    | Ouganda                | 0  | 0      | 1      | 1     |
| 36    | Grèce                  | 0  | 0      | 1      | 1     |
| Total | Total                  | 36 | 36     | 36     | 108   |

### Compétitions

#### Compétition garçons
| Édition              | Or                                                               | Or               | Argent                                                              | Argent            | Bronze                                                           | Bronze           |
| -------------------- | ---------------------------------------------------------------- | ---------------- | ------------------------------------------------------------------- | ----------------- | ---------------------------------------------------------------- | ---------------- |
| 100 mètres           | Odane Skeen                                                      | 10 s 42 PB       | Masaki Nashimoto                                                    | 10 s 51 PB        | David Bolarinwa                                                  | 10 s 51          |
| 200 mètres           | Xie Zhenye                                                       | 21 s 22          | Keisuke Homma                                                       | 21 s 27           | Patrick Domogala                                                 | 21 s 36          |
| 400 mètres           | Luguelín Santos                                                  | 47 s 11          | Ruan Greyling                                                       | 47 s 22 PB        | Alfas Kishoya                                                    | 47 s 24 PB       |
| 1 000 mètres         | Mohammed Aman                                                    | 2 min 19 s 54 PB | Hamza Driouch                                                       | 2 min 21 s 25     | Charlie Grice                                                    | 2 min 21 s 85 PB |
| 3 000 mètres         | Abrar Osman                                                      | 8 min 7 s 24     | Fekru Jebesa                                                        | 8 min 8 s 53      | Hicham Sigueni                                                   | 8 min 8 s 55 SB  |
| 110 mètres haies     | Nicholas Hough                                                   | 13 s 37 PB       | Wang Dongqiang                                                      | 13 s 41 PB        | Jussi Kanervo                                                    | 13 s 53 PB       |
| 400 mètres haies     | Norge Sotomayor                                                  | 50 s 69          | Kumar Durgesh                                                       | 50 s 81 PB        | William Mbevi Mutunga                                            | 51 s 23 PB       |
| 2 000 mètres steeple | Peter Matheka Mutuku                                             | 5 min 37 s 63 PB | Habtamu Fayisa                                                      | 5 min 39 s 10     | Zakaria Kiprotich                                                | 5 min 41 s 25 PB |
| 10 kilomètres marche | Ihor Lyashchenko                                                 | 42 min 43 s 93   | Oscar Villavicencio                                                 | 43 min 46 s 00 PB | Pavel Parshin                                                    | 44 min 18 s 04   |
| Relais suédois       | Amérique Caio dos Santos Odane Skeen Najee Glass Luguelin Santos | 1 min 51 s 38    | Europe David Bolarinwa Tomasz Kluczynski Marco Lorenzi Nikita Uglov | 1 min 52 s 11     | Océanie Lepani Naivalu John Rivan Nicholas Hough Raheen Williams | 1 min 52 s 71    |
| Saut en hauteur      | Dmitry Kroytor                                                   | 2,19 m           | Brandon Starc                                                       | 2,19 m PB         | Viktor Chernysh                                                  | 2,17 m PB        |
| Saut à la perche     | Dídac Salas                                                      | 5,05 m PB        | Thiago Braz da Silva                                                | 5,05 m PB         | Theodoros Chrysanthopoulos                                       | 4,95 m PB        |
| Saut en longueur     | Caio dos Santos                                                  | 7,69 m           | Sho Matsubara                                                       | 7,65 m PB         | Rudolph Pienaar                                                  | 7,53 m PB        |
| Triple saut          | Radamés Fabar                                                    | 16,37 m PB       | Fu Haitao                                                           | 16,14 m PB        | Georgi Tsonov                                                    | 15,80 m          |
| Lancer du poids      | Krzysztof Brzozowski                                             | 23,23 m WYB      | Jackson Gill                                                        | 22,60 m PB        | Dennis Lewke                                                     | 21,22 m PB       |
| Lancer du disque     | Jacques du Plessis                                               | 63,94 m PB       | Arjur Arjun                                                         | 62,52 m           | Jaromir Mazgal                                                   | 60,31 m          |
| Lancer du marteau    | Liu Binbin                                                       | 73,99 m PB       | Alexandros Poursanidis                                              | 70,30 m           | Balazs Toreky                                                    | 70,13 m          |
| Lancer du javelot    | Braian Toledo                                                    | 81,78 m          | Devin Bogert                                                        | 76,88 m PB        | Intars Isejevs                                                   | 74,23 m PB       |

#### Compétition filles
| Édition              | Or                                                               | Or                | Argent                                                                           | Argent            | Bronze                                                      | Bronze           |
| -------------------- | ---------------------------------------------------------------- | ----------------- | -------------------------------------------------------------------------------- | ----------------- | ----------------------------------------------------------- | ---------------- |
| 100 mètres           | Josephine Omaka                                                  | 11 s 58           | Myasia Jacobs                                                                    | 11 s 64           | Fany Chalas                                                 | 11 s 65 SB       |
| 200 mètres           | Nkiruka Florence Nwakwe                                          | 23 s 46 PB        | Tynia Gaither                                                                    | 23 s 68 PB        | Olivia Ekponé                                               | 23 s 75 PB       |
| 400 mètres           | Robin Reynolds                                                   | 52 s 57 SB        | Bianca Razor                                                                     | 53 s 10           | Bukola Abogunloko                                           | 53 s 47          |
| 1 000 mètres         | Tizita Ashame                                                    | 2 min 43 s 24 PB  | Andrina Schläpfer                                                                | 2 min 43 s 84     | Damaris Muthee                                              | 2 min 45 s 42 PB |
| 3 000 mètres         | Gladys Chesir                                                    | 9 min 13 s 58 PB  | Moe Kyuma                                                                        | 9 min 23 s 70     | Samrawit Mengisteab                                         | 9 min 33 s 53    |
| 100 mètres haies     | Ekaterina Bleskina                                               | 13 s 34           | Michelle Jenneke                                                                 | 13 s 46 PB        | Noemi Zbären                                                | 13 s 50          |
| 400 mètres haies     | Aurélie Chaboudez                                                | 58 s 41 PB        | Stina Troest                                                                     | 58 s 88 PB        | Olena Kolesnychenko                                         | 59 s 25          |
| 2 000 mètres steeple | Virginia Nyambura                                                | 6 min 29 s 97 PB  | Tsehynesh Tsenga                                                                 | 6 min 37 s 81     | Oksana Raita                                                | 6 min 41 s 49 PB |
| 5 000 mètres marche  | Anna Clemente                                                    | 22 min 27 s 38 PB | Mao Yanxue                                                                       | 22 min 29 s 42 PB | Nadezda Leontyeva                                           | 22 min 35 s 05   |
| Relais suédois       | Amérique Myasia Jacobs Tynia Gaither Rashan Brown Robin Reynolds | 2 min 05 s 62     | Afrique Josephine Omaka Nkiruka Florence Nwakwe Izelle Neuhoff Bukola Abogunloko | 2 min 06 s 19     | Europe Annie Tagoe Anna Bongiorni Sonja Mosler Bianca Razor | 2 min 07 s 59    |
| Saut en hauteur      | Mariya Kuchina                                                   | 1,89 m            | Alessia Trost                                                                    | 1,86 m            | Aneta Rydz                                                  | 1,79 m PB        |
| Saut à la perche     | Angelica Bengtsson                                               | 4,30 m            | Elizabeth Parnov                                                                 | 4,25 m            | Hanna Shelekh                                               | 4,20 m           |
| Saut en longueur     | Lena Malkus                                                      | 6,40 m            | Alina Rotaru                                                                     | 6,38 m            | Le'Tristan Pledger                                          | 6,17 m PB        |
| Triple saut          | Khadijatou Sagnia                                                | 13,56 m PB        | Sokhna Gallé                                                                     | 13,04 m           | Hanna Aleksandrova                                          | 12,64 m          |
| Lancer du poids      | Natalia Troneva                                                  | 15,66 m PB        | Gu Siyu                                                                          | 15,49 m           | Anna Wloka                                                  | 15,48 m          |
| Lancer du disque     | Shanice Craft                                                    | 55,49 m PB        | Krisztina Váradi                                                                 | 49,92 m           | Heidi Schmidt                                               | 47,57 m PB       |
| Lancer du marteau    | Alexia Sedykh                                                    | 59,08 m           | Alena Navahrodskaya                                                              | 57,34 m           | Xia Youlian                                                 | 56,62 m          |
| Lancer du javelot    | Kateryna Derun                                                   | 54,59 m PB        | Lismania Munoz Barcelay                                                          | 52,40 m           | Hannah Carson                                               | 50,64 m          |

## Nations participants
Liste des CNO participants,:
- Afghanistan (1)
- Albanie (1)
- Algérie (6)
- Angola (1)
- Antigua-et-Barbuda (2)
- Argentine (5)
- Arménie (1)
- Australie (17)
- Autriche (2)
- Bahamas (8)
- Bahreïn (2)
- Barbade (5)
- Biélorussie (10)
- Belgique (2)
- Belize (3)
- Bénin (1)
- Bermudes (1)
- Bolivie (1)
- Bosnie-Herzégovine (1)
- Botswana (1)
- Brésil (15)
- Îles Vierges britanniques (2)
- Brunei (1)
- Bulgarie (4)
- Burkina Faso (1)
- Burundi (2)
- Cambodge (1)
- Cameroun (1)
- Canada (9)
- Cap-Vert (1)
- Îles Caïmans (1)
- Tchad (1)
- Chili (3)
- Chine (16)
- Taipei chinois (9)
- Colombie (2)
- Comores (2)
- République démocratique du Congo (1)
- République du Congo (1)
- Costa Rica (1)
- Côte d'Ivoire (1)
- Croatie (3)
- Cuba (11)
- Chypre (2)
- Tchéquie (7)
- Danemark (2)
- Djibouti (1)
- Dominique (1)
- République dominicaine (3)
- Équateur (2)
- Égypte (7)
- Guinée équatoriale (2)
- Érythrée (3)
- Estonie (2)
- Éthiopie (5)
- Fidji (1)
- Finlande (7)
- France (8)
- Gabon (2)
- Gambie (3)
- Allemagne (16)
- Ghana (1)
- Royaume-Uni (13)
- Grèce (11)
- Grenade (3)
- Guinée (1)
- Guinée-Bissau (2)
- Guyana (1)
- Hong Kong (1)
- Hongrie (7)
- Inde (5)
- Iran (1)
- Irlande (2)
- Israël (1)
- Italie (12)
- Jamaïque (13)
- Japon (15)
- Kazakhstan (5)
- Kenya (8)
- Kiribati (2)
- Corée du Nord (1)
- Corée du Sud (4)
- Koweït (1)
- Laos (1)
- Lettonie (1)
- Lesotho (2)
- Liberia (1)
- Lituanie (7)
- Luxembourg (1)
- Malawi (1)
- Malaisie (3)
- Maldives (1)
- Mali (1)
- Malte (1)
- Mauritanie (2)
- Maurice (4)
- Mexique (7)
- Moldavie (2)
- Maroc (5)
- Mozambique (1)
- Namibie (1)
- Nauru (1)
- Népal (1)
- Antilles néerlandaises (1)
- Nouvelle-Zélande (11)
- Nigeria (8)
- Oman (1)
- Palaos (2)
- Palestine (1)
- Panama (2)
- Papouasie-Nouvelle-Guinée (1)
- Pérou (2)
- Pologne (12)
- Portugal (1)
- Porto Rico (3)
- Qatar (1)
- Roumanie (8)
- Russie (10)
- Rwanda (1)
- Saint-Christophe-et-Niévès (2)
- Sainte-Lucie (1)
- Saint-Vincent-et-les-Grenadines (2)
- Samoa (1)
- Sao Tomé-et-Principe (1)
- Arabie saoudite (6)
- Sénégal (1)
- Serbie (2)
- Sierra Leone (1)
- Singapour (3)
- Slovaquie (2)
- Slovénie (4)
- Îles Salomon (1)
- Somalie (1)
- Afrique du Sud (15)
- Espagne (10)
- Sri Lanka (1)
- Soudan (6)
- Suriname (1)
- Swaziland (2)
- Suède (5)
- Suisse (3)
- Syrie (1)
- Tadjikistan (2)
- Tanzanie (1)
- Thaïlande (5)
- Timor oriental (1)
- Togo (1)
- Trinité-et-Tobago (4)
- Tunisie (9)
- Turquie (6)
- Tuvalu (1)
- Ouganda (2)
- Ukraine (15)
- États-Unis (20)
- Ouzbékistan (2)
- Viêt Nam (1)
- Îles Vierges des États-Unis (1)
- Yémen (2)
- Zambie (1)
- Zimbabwe (2)